# اوونتون (کنتاکی)
اوونتون (به انگلیسی: Owenton) شهری در ایالت کنتاکی کشور ایالات متحده آمریکا است که جمعیت آن در سرشماری سال ۲۰۱۰ میلادی، ۱٬۳۲۷ نفر بوده‌است.